# Pinksterprins
Pinksterprins is een Nederlandse dramatische televisiefilm uit 2025 geregisseerd en mede geschreven door Karsten de Vreugd. De film is onderdeel van Telefilm en ging op 3 februari 2025 in première.

## Verhaal
De film volgt het leven van Thomas Fontein, die zijn leven goed op orde heeft; hij heeft een sterke vrouw, een mooie positie binnen de Pinksterkerk en heeft de juiste overtuigingskracht om jonge mensen te inspireren. Wanneer op een dag blijkt dat zijn voorganger, Daniël Kooij, heel andere plannen heeft met Thomas' toekomst in de kerk, komt hij in een geloof-crisis terecht. Thomas wil zijn liefhebbende familie niet teleurstellen, maar heeft vanaf dat moment steeds meer moeite met het leven waar hij in vast lijkt te zitten. In een strijd met zijn voorganger Daniël, probeert Thomas zichzelf terug te vinden.

## Rolverdeling
| acteur               | personage                |
| -------------------- | ------------------------ |
| Jonas Smulders       | Thomas Fontein           |
| Daniël Boissevain    | Daniël Kooij             |
| Selin Akkulak        | Rebecca Spronk           |
| Laura Bakker         | Lilly                    |
| Job van Gorkum       | Peter Fontein            |
| Bianca Krijgsman     | Ineke Fontein            |
| Joylin van Gastel    | Hester Charlotte Fontein |
| Eric Velu            | Charles                  |
| Sibu van 't Hof      | Sammy Rigters            |
| Sanne Langelaar      | Marjolein Markusse       |
| Sharifa Smith        | Linda Kooij              |
| Don Duyns            | Ronald                   |
| Martijn van der Veen | dronkaard                |
| Max Croes            | campinggast              |
| Cas Schoots          | celgroeplid 1            |
| Soraya Santos        | celgroeplid 2            |
| Oumou Goro           | celgroeplid 3            |
| Mack Hoost           | celgroeplid 4            |
| Ole van der Voort    | celgroeplid 5            |
| Madelief van Aken    | celgroeplid 6            |
| Kim de Wit           | celgroeplid 7            |
| Shidaan Nakched      | celgroeplid 8            |

## Achtergrond
De film werd geregisseerd en mede geschreven door Karsten de Vreugd. Voor het schrijven van het scenario van de film werd hij bijgestaan door Don Duyns. Het scenario werd deels gebaseerd op de eigen ervaringen van De Vreugd binnen een pinksterkerk. De film werd geproduceerd door Marijn Wigman namens productiebedrijf Nuts & Bolts Film Company voor televisieomroep EO. De opnames van de film vonden hoofdzakelijk in Amsterdam en omstreken plaats en werd binnen zeventien draaidagen opgenomen. Hoofdrollen in de film waren weggelegd voor onder anderen Jonas Smulders, Daniël Boissevain, Selin Akkulak, Laura Bakker en Bianca Krijgsman.

## Release en ontvangst
Pinksterprins ging op 3 februari 2025 in première voor pers en genodigden. De film verscheen vervolgens op 8 februari 2025 op streamingdiensten NPO Start en beleefde op 22 februari 2025 zijn televisiepremière op televisiezender NPO 3 als onderdeel van de publieke omroep EO. Op 5 april 2025 werd de film eenmalig in de bioscoop Pathé Ede vertoond, tijden het Reflect Filmfestival. Tijdens dit festival werd de film bekroond met de Gouden Spiegel, een filmprijs voor een film die op de beste, meest prikkelende en creatiefste manier een spiegel voorhoudt en aanzet tot reflectie op het christelijk geloof en existentiële thema’s.